# 天神祭

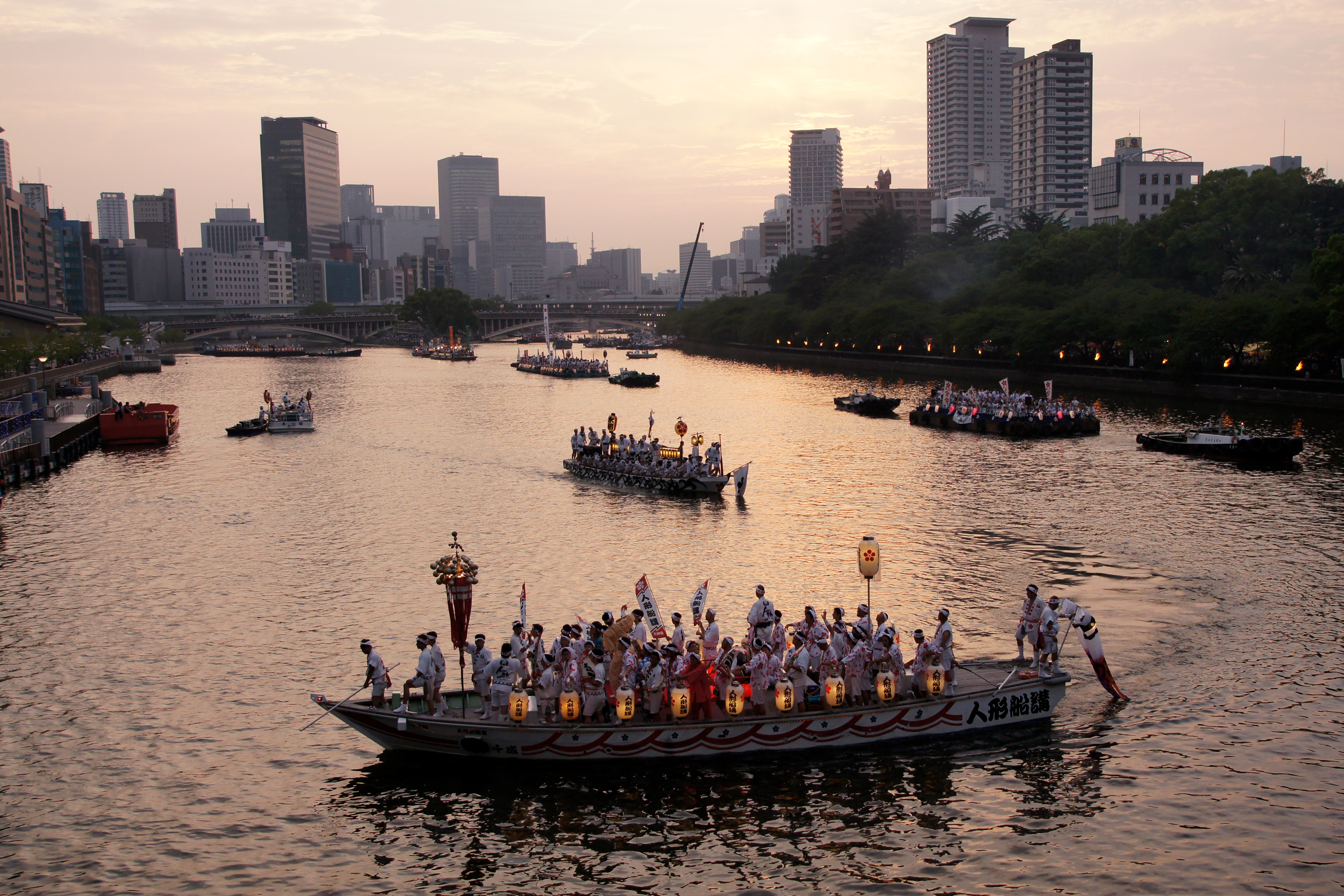
大川的船渡御

天神祭（日语：てんじんまつり、てんじんさい）是日本各地天滿宮（天神社）舉辦了祭禮，由來於祭神菅原道真的忌日，在每月25日前後舉辦。在日本各地的天神祭中，大阪天滿宮主辦的天神祭最為有名，並且和京都祇園祭、東京神田祭並列為「日本三大祭」之一，也和生國魂神社的生玉夏祭、住吉大社的住吉祭並列為大阪三大夏祭。大阪天神祭一般在7月25日舉行，歷史起源於951年（天曆5年）。

## 外部連結
- 天神祭総合情報サイト （页面存档备份，存于）
- 天神祭 （页面存档备份，存于）
- なにわ文化サポーター倶楽部 （页面存档备份，存于）
- 天神祭 玉神輿オフィシャルサイト （页面存档备份，存于）
- 天神祭ギャルみこし公式サイト （页面存档备份，存于）
- 天神祭 Facebook （页面存档备份，存于）
- 大阪天満宮YouTube公式チャンネル （页面存档备份，存于）